# Harry Robinson
Henry Macleod Robertson (por vezes creditado como Harry Robinson) ( Elgin, Morayshire, 19 de novembro, 1932 - 17 de janeiro, 1996) foi um compositor escocês. Escreveu  músicas para várias produções cinematográficas e televisivas. Compôs também o Hino Nacional de Zâmbia.

## Alguns filmes com suas composições
- The House in Nightmare Park (1973)
- Countess Dracula (1971)
- There goes the Bride
- Demons of the Mind (1972)
- Twins of Evil
- The Sky Bike
- Fright
- The Ghoul
- The Battle of Billy's Pond
- The Vampire Lovers
- File of the Golden Goose
- Terry on the fence
- Operation Third Form
- Why not Stay for Breakfast?
- The Oblong Box
- Lust for Vampire

## Referência
- (em inglês) Wikipédia